# Marlene Alvarenga
Marlene Elizabeth Alvarenga Castellanos (Tegucigalpa, 14 de febrero de 1985) es una política, diputada, abogada  y candidata a la presidencia de Honduras durante las elecciones generales del 2017.

## Biografía
Marlene nació en el seno de una familia cristiana y evangélica donde la política era un tema tabú. Realizó sus estudios en la Escuela Normal España de Danlí, y obtuvo su título universitario en la Universidad Tecnológica de Honduras (UTH), lugar donde también obtuvo su maestría en recursos humanos.
Antes de su diputación en 2013, Marlene y su esposo, el oficial de policía Rubén Santos Rivera, eran pastores que se dedicaban a predicar la palabra de Dios en una iglesia evangélica. Esto mientras Marlene estaba a la espera de su segundo hijo. Se dedicaba también a ayudar a los niños necesitados de la calle.

## Incursión en la política
Tras lo que ella llama "un llamado del Señor" y la influencia que recibió por parte de Salvador Nasralla viéndolo por televisión, Marlene se interesó en el Partido Anticorrupción y su deseo por acabar con el bipartidismo y la corrupción. Empezó a asistir a las reuniones del partido político hasta que se involucró totalmente en este y durante las elecciones generales del 2013 quedó en el puesto 18 de diputación por el departamento de Francisco Morazán.

## Disputa de poder del PAC
Envuelta siempre en polémica, la diputada Alvarenga confrontó a quien una vez fue su modelo a seguir, Salvador Nasralla, ya que este la llamó a ella y a los diputados de su propio partido "manzanas podridas". Poco a poco Alvarenga iba ganando más confianza dentro de la institución del PAC, revelando los puntos débiles de ésta, hasta que en septiembre del 2017 ganó las elecciones internas del partido en un proceso autorizado y supervisado por el Tribunal Supremo Electoral, convirtiéndose en su nueva presidenta. Ya que era la única candidata, pues a Salvador Nasralla no le importó apuntarse como candidato a presidente de su partido y lo perdió.
Tras esto, se postuló como candidata a la presidencia de Honduras en las elecciones generales del 2017.

## Polémicas
Desde su diputación en 2013, Alvarenga se ha visto involucrada en múltiples polémicas, debido a su falta de manejo de las situaciones adversas que una carrera política presenta.

### Confrontación con Nasralla
Pasó de ser una "aliada" de Nasralla y defenderlo públicamente a ser su rival. Denunció primeramente una supuesta discriminación de género por parte de Nasralla y el PAC. Luego fue convenciendo a la gente del partido que Nasralla no era un buen líder a base de supuestas pruebas, tras esto formó nueve movimientos diferentes dentro del PAC, todos ellos en contra de su propio presidente y fundador, Salvador Nasralla.
Alvarenga fue al TSE y se registró como la única candidata a la presidencia del PAC para las elecciones internas dentro, es decir y le arrebató a Nasralla su propio partido. Y lo denunció ante el Ministerio Público por delitos contra el honor, así como lo acusó de "boicotear la democracia" y de atacarla en sus redes sociales.
Posteriormente, Alvarenga ganó las elecciones internas del PAC y se convirtió en su nueva presidenta en septiembre de 2017. Además asegura que jamás se reconciliará con Nasralla.

### Cambiar la letra del Himno Nacional
En 2014, con tan sólo un año siendo diputada, Alvarenga propuso cambiar la letra del Himno Nacional de Honduras escrito por Augusto C. Coello en 1915 y que desde entonces ha sido el Himno oficial de la República. Concretamente la séptima estrofa, la parte que dice "(...) serán muchos Honduras tus muertos, pero todos caerán con honor''. Alvarenga afirmó que hablar de muertes en un himno era algo "negativo" y "pesimista".
El proyecto fue duramente criticado pero Alvarenga afirmó que se mantendría firme a pesar de las críticas.
Tras presentar el proyecto de ley fue rechazado casi automáticamente al ser considerado una pérdida de tiempo.

### Nasralla la acusa de vincularse con criminales
En marzo del 2017, el presidente en ese entonces del PAC, Salvador Nasralla, acusó a Marlene Alvarenga de estar vinculada con la organización criminal de los Cachiros y querer destruir la estructura política. Valiéndose del parentesco del esposo de Alvarenga con la familia Rivera Maradiaga, cuyos integrantes están presos en Estados Unidos por narcotráfico.

### Propuesta presidencial: Volver a Honduras una República cristiana
Marlene dijo que una de sus acciones como presidenta de Honduras en el caso de que llegara a ganar en las elecciones del 2017 era convertir a Honduras en un Estado cristiano, incluyendo el estudio de La Biblia en la Constitución de la República. Cuando Honduras siempre ha sido un Estado laico.

### Supuesto fraude cometido en su contra
Durante las elecciones generales de Honduras de 2017, Marlene fue candidata presidenciable por el PAC; salieron muchas noticias en las redes sociales sobre que supuestamente Marlene, tras haber finalizado las elecciones y quedar la presidencia disputada prácticamente entre Juan Orlando Hernández y Salvador Nasralla, denunció ante el Ministerio Público que había sido cometido un fraude en su contra y que realmente ella había sido quien ganó las elecciones. Fue un simple caso de difamación en el que también estaba confabulado el canal de televisión UNE TV. Esto fue desmentido por Alvarenga en un comunicado oficial del PAC.

### Expulsión deOsman Chávezdel PAC
En abril de 2018, Alvarenga expulsó del partido a su propio diputado, el exfutbolista Osman Chávez. La razón por la que Chávez dice que fue expulsado es porque no quiso formar parte de una Junta Directiva del partido, por lo que Alvarenga quiso obligarlo a participar, pero como Chávez seguía negándose, ella lo expulsó.

### Llamó "prostituta" a Virgilio Padilla
Tras la alianza de Alvarenga con el exministro de educación, Marlon Escoto, el presidente del movimiento Rescate PAC, Virgilio Padilla, declaró que Escoto "está cometiendo un error al aliarse con Alvarenga". Alvarenga reaccionó llamando "prostituta política" a Virgilio Padilla.